# Phan Thanh Liêm (Bộ trưởng)
Phan Thanh Liêm (1933 - 2008) là một kỹ sư cơ khí và chính khách Việt Nam. Ông là Ủy viên Trung ương Đảng khóa V, khóa VI, Đại biểu Quốc hội khóa VIII, Bộ trưởng cơ khí luyện kim.

## Tiểu sử
Ông sinh năm 1933, tại xã Mỹ Lộc, huyện Phú Lộc, tỉnh Thừa Thiên Huế.
Từ tháng 11-1945, là liên lạc tại Trung đoàn 91 Bình Định và Trung đoàn Trần Cao Vân - Huế, Trung đội quyết tử Phong Điền - Thừa Thiên - Huế.
Tháng 8-1947: được cử đi học lớp tình báo và công tác tại Ty Công an tỉnh Bình Trị Thiên. Năm 1949: được điều về công tác tại Công an khu 4. Năm 1952: là giáo viên cấp II Trường Lê Hồng Phong - Thanh Hóa.
Từ năm 1953: được cử đi học ngành cơ khí tại Đại học Thanh Hoa - Trung Quốc. Năm 1961: được bổ nhiệm Phó phòng, rồi quyền Trưởng phòng Thiết kế, Nhà máy Cơ khí Hà Nội.
Năm 1963: ông đi học thực tập sinh tại Trung Quốc.
Từ năm 1971 đến 1977: ông được cử giữ các chức vụ: Trưởng phòng, Quản đốc; Viện phó, Trợ lý Giám đốc Nhà máy Cơ khí Hà Nội.
Năm 1978: ông được cử giữ chức Viện phó Viện Quy hoạch Bộ Cơ khí luyện kim.
Năm 1979: ông được bổ nhiệm giữ chức Giám đốc Nhà máy Chế tạo máy công cụ số I Hà Nội.
Tại Đại hội Đảng V (1982), VI (1991) ông được bầu làm Ủy viên Ban Chấp hành Trung ương Đảng. Đại biểu Quốc hội khóa VIII.
Tháng 3-1987: ông được bổ nhiệm làm Bộ trưởng Cơ khí luyện kim.
Tháng 4-1990 - 7-1995: ông làm Bộ trưởng, giúp Chủ tịch Hội đồng Bộ trưởng theo dõi công nghiệp tại các tỉnh phía nam, Văn phòng Hội đồng Bộ trưởng (nay là Văn phòng Chính phủ).
Ông đã được tặng thưởng Huân chương Độc lập hạng Hai, Huy chương Kháng chiến hạng Nhất, Huân chương Kháng chiến chống Mỹ hạng Ba, Kỷ niệm chương Vì sự nghiệp Văn phòng Chính phủ, Huy hiệu 40 năm tuổi Đảng.
Năm 2008 ông mất tại TP Hồ Chí Minh.